# Samuele Pace
Samuele Pace (Ponte dell'Olio, 20 gennaio 1980) è un ex rugbista a 15 e allenatore di rugby a 15 italiano.

## Biografia
Figlio d'arte (suo padre è Sabatino Pace, già giocatore del Parma e oggi allenatore), fu proprio con il Parma che Samuele Pace ebbe le sue prime esperienze in campionato, nel 2000, quando esordì in serie A1; già nel 2001, sotto la guida tecnica del C.T. Brad Johnstone, esordì in Nazionale maggiore, in un test match a Genova contro il Sudafrica; una settimana più tardi entrò in campo da titolare contro Samoa all'Aquila.
Nel 2004 decise di lasciare il Parma per andare a giocare in serie A2 nel Colorno, il cui tecnico era suo padre Sabatino.
Tuttavia la permanenza nella divisione inferiore fu breve: già a dicembre 2004, visto il carattere d'interesse nazionale che Pace rivestiva, questi fu contattato e successivamente ingaggiato dal Viadana.
Con la squadra del Mantovano Pace tornò in Nazionale, sotto la gestione di John Kirwan, sebbene per un solo incontro, a tutt'oggi il più recente, nel novembre 2005 contro Figi a Monza, e si aggiudicò la Coppa Italia 2006-07.
Il 19 maggio 2007, prima della finale di campionato contro il Benetton Treviso, Pace si sottopose a un'infiltrazione antidolorifica alla caviglia di un farmaco a base di betametasone, un corticosteroide: il farmaco è proibito, ma il regolamento sportivo lo permette per uso medico, purché dichiarato, cosa che la società fece ma Pace no, considerando sufficiente l'avviso del medico sociale (che in seguito si prese la responsabilità del fatto e fu sospeso per due mesi) in quanto, secondo le sue stesse parole, ignaro della sua natura e dei suoi effetti; Pace fu squalificato per 54 giorni per comportamento negligente, sospensione che non pregiudicò la sua stagione successiva ma alla quale il giocatore si appellò comunque; la commissione d'Appello lo assolse, ma su ricorso del CONI la squalifica, ancorché postuma, fu confermata dal Giudice di Ultima Istanza perché, a parere di tale organo giudicante, «ogni atleta deve assicurarsi di non assumere sostanze illecite e non è sufficiente l'assicurazione di una terza persona … che un'infiltrazione … avvenga in maniera lecita».
Ancora nel 2009 e nel 2010 Pace disputò con il Viadana altre due finali-scudetto, sempre perse, ancora contro il Benetton.
Per la stagione 2010-11 Pace avrebbe dovuto unirsi alla neonata franchise degli Aironi, compagine nata dall'accordo del Viadana con altre realtà territoriali per partecipare alla Celtic League aperta anche all'Italia, ma a sorpresa rifiutò l'accordo economico e firmò un ingaggio con il Rovigo in Eccellenza, ripetendo quanto fatto poche settimane prima dal suo compagno di squadra a Viadana Aaron Persico.
Dopo due stagioni al Rovigo Pace si accordò con la franchigia delle Zebre, nata in sostituzione degli Aironi nel campionato Pro12. Con le Zebre disputò in totale 13 partite, 10 nel Pro12 e 3 in Heineken Cup, segnando una meta contro il Connacht e un'altra meta contro i Cardiff Rugby.
Terminata l'esperienza con la franchigia italiana, nell'agosto 2013 Pace tornò a giocare con il Colorno, squadra con la quale si formò a livello giovanile.

## Palmarès
- Coppe Italia: 1
Viadana: 2006-07
- Supercoppe d'Italia: 1
Viadana: 2007